# Okřehek
Okřehek (Lemna) je rod jednoděložných rostlin z čeledi árónovité (Araceae). Starší systémy ho řadí do samostatné čeledi okřehkovité (Lemnaceae).

## Popis
Jedná se o extrémně redukované vodní rostliny, které jsou volně plovoucí na hladině či ponořené. Jsou jednoleté, jednodomé s jednopohlavnými květy. Celá lodyha má „stélkovitý tvar“. „Stélka“ je drobná, široce vejčitá, podlouhlá, či obvejčitá, někdy vypouklá. Listy zcela chybí. Kořeny jsou ale přítomny. Na každou „stélku“ připadá jen jeden kořen. Někteří autoři však považují „stélku“ za list. Často převažuje vegetativní rozmnožování nad pohlavním a rostliny vytvářejí rozsáhlé kolonie.
Některé druhy kvetou jen velmi vzácně. Květy jsou v redukovaných květenstvích obsahujících většinou tři květy. Květenství je uzavřeno v drobném toulcovitém membránovitém listenu. Okvětí chybí. Samčí květy jsou v květenství většinou dva a jsou redukované na jednu tyčinku. Samičí je květ redukován na gyneceum, které je zdánlivě složené z jednoho plodolistu, zdánlivě monomerické (snad by mohlo být interpretováno jako pseudomonomerické). Semeník je svrchní. Plod je suchý, nepukavý měchýřek a obsahuje 1–5 semen.

## Rozšíření ve světě
Je známo asi 13 druhů, které jsou rozšířeny skoro po celém světě, snad kromě Arktidy a Antarktidy.

## Rozšíření v Česku
V ČR jsou v současnosti známy 4 druhy. Velmi hojnou vodní rostlinou je okřehek menší (Lemna minor). V eutrofních vodách nižších poloh roste okřehek hrbatý (Lemna gibba). Okřehek trojbrázdý (Lemna trisulca) má „lístky“ (kromě doby květu) zcela ponořené a je to také druh nižších poloh. Poměrně nedávno byl v ČR potvrzen výskyt druhu okřehek červený (Lemna turionifera). Očekává se i nález okřehku nejmenšího (Lemna minuta).

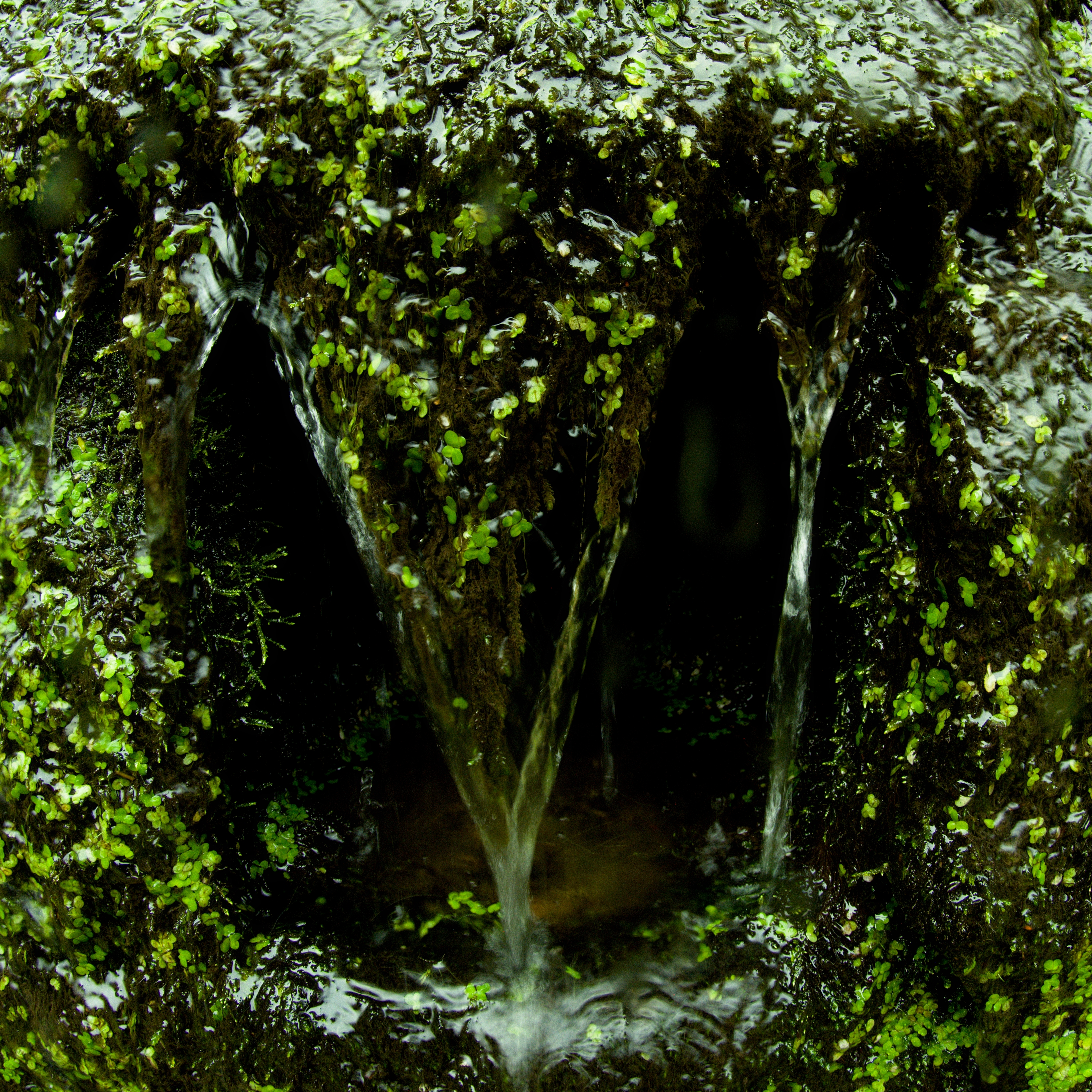
Okřehek rostoucí v malém proudu vody a na vlhké stěně Ryjického potoka (vodní přepad)

## Celkový seznam druhů
- Lemna aequinoctialis Welwitsch – většina světa
- Lemna disperma Hegelm. – Austrálie
- Lemna gibba L. – většina světa v Austrálii adventivně
- Lemna minor L. – celý svět, v Austrálii a na Novém Zélandu jen adventivně
- Lemna minuta Kunth – Severní Amerika, Střední Amerika, Jižní Amerika, adventivně i Evropa a Asie
- Lemna obscura (Austin) Daubs – Severní Amerika, Střední Amerika, Jižní Amerika
- Lemna parodiana Giardelli – Jižní Amerika
- Lemna perpusilla Torrey – Severní Amerika
- Lemna trisulca L. – skoro celý svět, chybí v Jižní Americe a v ledových krajinách.
- Lemna turionifera Landolt – Severní Amerika, Střední Amerika, Evropa a Asie
- Lemna valdiviana Philippi – Severní Amerika, Střední Amerika, Jižní Amerika
- Lemna yungensis Landolt – Jižní Amerika
- a další